# Alachua
La ville américaine d’Alachua (en anglais [əˈlætʃueɪ]) est située dans le comté d'Alachua, dans l’État de Floride. En 2010, elle comptait 9 059 habitants. Elle fait partie de l’agglomération de Gainesville.
Selon Henry Gannett, Alachua est un mot d'origine creek, qui signifie « plaine herbeuse » ou « plaine marécageuse».

## Démographie
| 1910 | 1920 | 1930 | 1940  | 1950  | 1960  |
| ---- | ---- | ---- | ----- | ----- | ----- |
| 610  | 778  | 865  | 1 081 | 1 116 | 1 974 |

| 1970  | 1980  | 1990  | 2000  | 2010  | - |
| ----- | ----- | ----- | ----- | ----- | - |
| 2 252 | 3 561 | 4 529 | 6 098 | 9 059 | - |